# Meltham
Meltham – wieś w Anglii, w hrabstwie ceremonialnym West Yorkshire, w dystrykcie metropolitalnym Kirklees. Leży 31 km na południowy zachód od miasta Leeds i 260 km na północny zachód od Londynu. W 2001 miejscowość liczyła 8089 mieszkańców.